# Земські повинності
Земські повинності — система місцевого оподаткування в Російській державі, згодом — Російській імперії. Існували від 15 ст. до 1917. До початку 19 ст. З.п. законодавчо не регулювалися. Згодом 1825, 1843, 1848 з метою їх упорядкування було засновано кілька спеціальних комітетів; 1834 та 1835 встановлено нові повинності на утворення допоміжного капіталу й утримання земської поліції. Зведення законів про З.п. під назвою "Статут про земські повинності" було видрукувано в 4-му т. Зводу законів Російської імперії (1832). Невпорядкованість системи повинностей надавала губернській владі широкі можливості для зловживань. Нові правила, або Статут про З.п., були затверджені 13 червня 1851 і відрізнялися від попередніх конкретизацією. Згідно із цим Статутом, З.п. поділялися на загальні, тобто державні, призначенням яких було задоволення загальних потреб імперії, та місцеві – для покриття потреб губерній або частини населення чи певного стану (дворянства). З.п. накладалися в грошовій і натуральній формах. Грошовими повинностями обкладалося нерухоме майно, документи на право торгівлі, проїзд по земських шляхах. Грошові надходження від повинностей йшли на утримання поліцейських і судових органів, адміністративних та земських установ, шкіл, лікарень, пожежної служби. До складу натуральних державних З.п. належали будівництво й утримання торгових, поштових і воєнних шляхів, супроводження арештантів, надання квартир службовцям місцевої поліції, війську тощо. Основною категорією населення, яка обкладалася натуральними повинностями, були селяни.
Скасування кріпацтва (див. Селянська реформа 1861) зумовило перегляд правил про З.п. З утворенням земств (1864) більша ч. З.п., зокрема тих, що належали до категорії губернських повинностей за Статутом 1851, перейшла у відання земських установ (див. Земські управи). Т. зв. державні повинності залишилися в компетенції губернаторів та спеціальних "присутствій". Тобто фактично система управління З.п. стала частково децентралізованою: поряд із старою – централізованою – почала діяти і нова, що була заснована на засадах самоврядування.